# Левочка
Левочка (в верховье Пшевка) — река в Новгородской области России. Протекает в Мошенском и Хвойнинском районах. Как Пшевка впадает в озеро Старское (в Хвойнинском районе) высота озера — 156,1 и вытекает из него под названием Левочка. Левочка полностью протекает в Хвойнинском районе. Устье Левочки находится в 132 км по правому берегу реки Кобожа. Длина реки составляет 36 км, площадь водосборного бассейна — 223 км².
На берегах Пшевки населённых пунктов нет. У истока Левочки на берегу Старского озера стоит деревня Яковлево Звягинского сельского поселения. Около устья Левочка протекает в километре к северу от посёлка Кабожа, а у самого устья река протекает через село Левоча Кабожского сельского поселения.

## Данные водного реестра
По данным государственного водного реестра России относится к Верхневолжскому бассейновому округу, водохозяйственный участок реки — Молога от истока и до устья, речной подбассейн реки — Реки бассейна Рыбинского водохранилища. Речной бассейн реки — (Верхняя) Волга до Куйбышевского водохранилища (без бассейна Оки).
Код объекта в государственном водном реестре — 08010200112110000006504.